# 伊藤政夫
伊藤 政夫（いとう　まさお）は、昭和時代の剣術家。また鹿児島の伝統楽器である天吹の奏者。薩摩琵琶の弾奏者でもあった。

## 経歴
戦前に幼少の頃から共研舎にて奥田真夫から薬丸自顕流の指導を受け、後に野太刀自顕流研修会を設立する。戦後は、日本の武道禁止令が解かれて後も、薬丸自顕流は当面稽古ができないような状況であった。しかし、当時薬丸自顕流の復興をはかるため、昭和31年10月鹿児島の薬丸自顕流門弟たちを訪ねてまわっていた奥田真夫に、「これはよか人を見つけた」と声を掛けられ、以後、奥田とともに薬丸自顕流の普及に尽力した。野太刀自顕流研修会を共研舎に置き、薬丸自顕流師範として門弟を指導しつつ技を磨いた。勤務校の加治木高校などでは、薬丸自顕流をクラブ活動に取り入れたり、鹿児島市内の各道場に指導に出向いたりして、薬丸自顕流の指導に尽力した。晩年は高齢にもかかわらず、稽古の折には激しい打ち込みをしていたといわれる。一方で普段は穏やかな性格であり、その生涯を通して、多くの人々に慕われ、弟子も多かった。薬丸自顕流の著名な弟子には、加治木島津家第十三代当主にして薩摩琵琶の弾奏者として知られる島津義秀がいる。